# Buzz Kilman

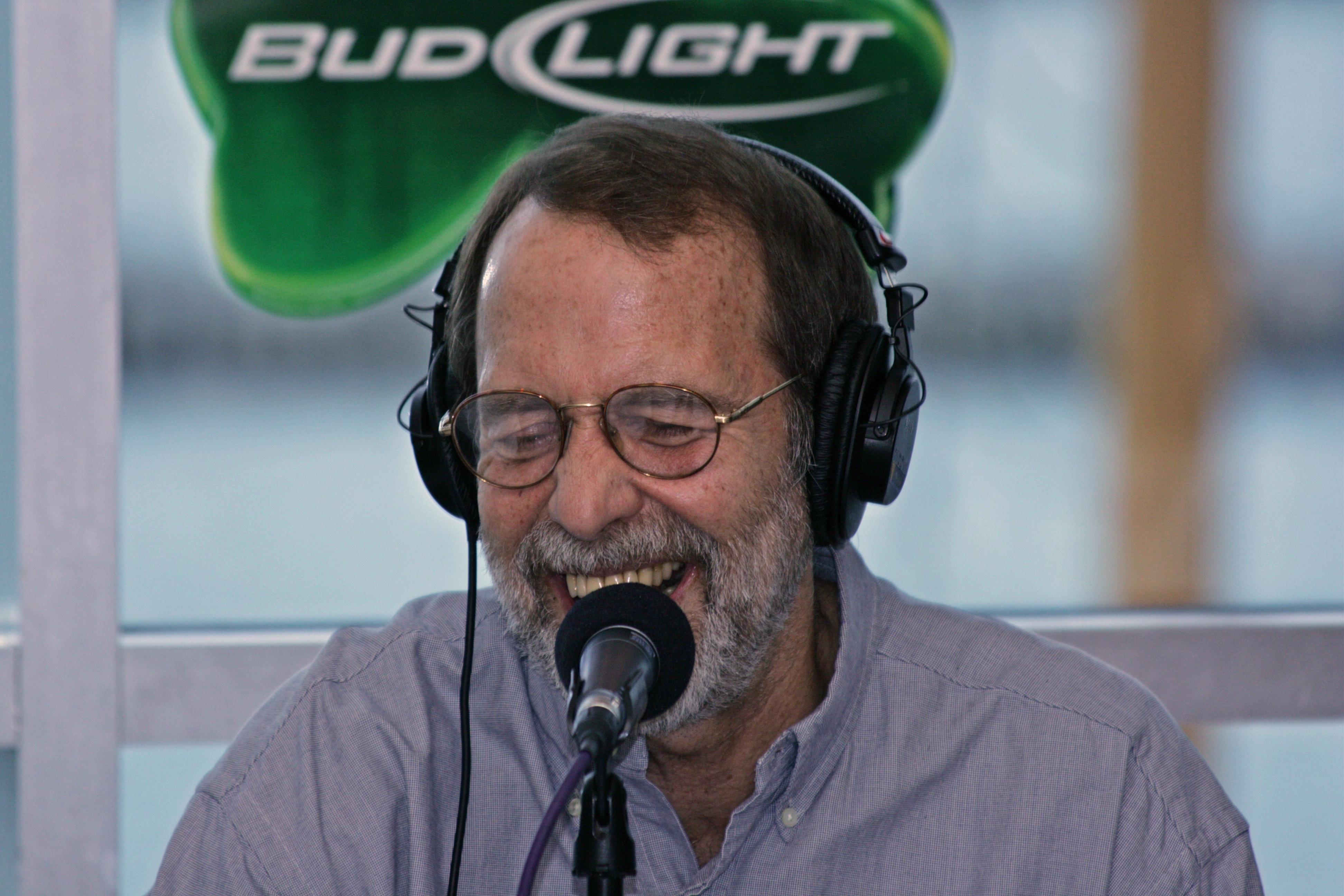
Buzz Kilman (2008)

Buzz Kilman (* 19. August 1944 in Detroit, Michigan) ist ein US-amerikanischer Radiomoderator.

## Leben
Kilman wurde 1944 in Detroit geboren, zog aber bereits in frühester Jugend mehrfach um, da sein Vater als Public Relations Spezialist oft den Arbeitgeber wechselte. Die Familie ließ sich schließlich in Miami nieder, wo Kilman die Coral Gables High School und später die University of Miami besuchte. An der Universität wurde er Redakteur der Campus-Zeitung. Später wurde er Entertainment Redakteur der Coral Gables Times und wechselte dann als Redakteur zum Daily Planet.
1972 wechselte Kilman zum Radio und wurde Public Service Director von WBUS-FM „The Magic Bus“ in Miami Beach, das eines der ersten amerikanischen Rock-Radios war. Er blieb dort, bis seine Vorgesetzten 1974 entdeckten, dass die meisten von Kilmans Late Night Interviews nur vorgetäuscht waren. Im gleichen Jahr erhielt er bei WSHE-FM in Fort Lauderdale seinen ersten Vollzeit-Job als Moderator. Er verantwortete die Morgennachrichten und eine Wochenend-Talkshow.
1980 zog Kilman nach Chicago, wo er ein Engagement bei WLUP-FM erhielt und mit Moderatoren wie Steve Dahl und Mark McEwen zusammenarbeitete. Ab 1984 war er Sidekick von Jonathon Brandmeier tätig. Beide arbeiteten bis 1997 gemeinsam an der Show. Als Brandmeier den Sender verließ, folgte Kilman ihm 1999 zu WCKG. Ab 2001 war er Moderator der Temporary Buzz Kilman Show. Im folgenden Jahr war er wieder Sidekick für Steve Dahl. Beide waren ab 2007 als Team für die Morgennachrichten auf WJMK verantwortlich. Ab dem Jahr 2012 arbeitete er wieder mit Jonathon Brandmeier für den Sender WGN.
Kilman besuchte gemeinsam mit Jonathan Demme die Schule und blieb zeitlebens mit ihm befreundet. Demme besetzte Kilman in Kleinstrollen vieler seiner Filme. So stellte Kilman unter anderem in Das Schweigen der Lämmer einen Rettungssanitäter und in Philadelphia einen Mann auf Krücken dar.
Buzz Kilman lebt mit seiner Frau Aimee und der gemeinsamen Tochter Piper Kilman in Chicago.

## Filmografie
- 1986: Gefährliche Freundin (Something Wild)
- 1988: Die Mafiosi-Braut (Married to the Mob)
- 1991: Das Schweigen der Lämmer (The Silence of the Lambs)
- 1993: Philadelphia
- 2003: Mouse (Miniserie, 4 Episoden, Stimme)
- 2004: Der Manchurian Kandidat (The Manchurian Candidate)
- 2004: Outing Riley